# Matthias (Familienname)
Matthias ist ein deutscher Familienname.

## Varianten
- Matthias, Mathias, Matias, Mattias
- Matthes, Mathes, Mates, Mattes
- Matthis, Mathis, Matis, Mattis
- Matthi, Mathi, Mati, Matti
- Matthies, Mathies, Maties, Matties
- Mattheis, Matheis, Mateis, Matteis, Matte
- Matthäus, Mathäus, Matäus, Mattäus

### Patronyme
- Theisen, Theissen, Theißen
- Theiß, Theiss, Thieß
- Thissen, Thyssen, Thiessen, Thießen
- Thiwissen, Thywissen, Thewissen, Tewissen
- Mathiesen, Matthiesen, Mattiesen, Mathiessen, Mathissen
- Mathießen, Matthießen, Mattießen, Matthiessen, Mathißen
- Matthis

## Herkunft und Bedeutung
Der Familienname leitet sich vom Vornamen Matthias ab.

## Namensträger
- Adolf Matthias (Pädagoge) (1847–1917), deutscher Pädagoge und Autor
- Adolf Matthias (Elektrotechniker) (1882–1961), deutscher Elektrotechniker
- Andre Matthias (* 1974), deutscher Komponist von Filmmusik
- Bernd Matthias (1918–1980), US-amerikanischer Physiker
- Carsten Matthias (* 1963), deutscher Tischtennisspieler und -funktionär
- Daniel Matthias (1571–1619), kurbrandenburgischer Geheimer Rat und Vizekanzler
- Erich Matthias (1921–1983), deutscher Historiker und Politikwissenschaftler
- Georg Matthias (* 1913), deutscher Politiker (DBD) und LPG-Vorsitzender
- Günter Matthias (1934–2015), deutscher Tischtennisspieler
- Herbert J. Matthias (1927–2001), Schweizer Vermessungsingenieur und Professor an der ETH Zürich
- Johann Andreas Matthias (1761–1837), deutscher evangelischer Theologe und Lehrer
- Karl Matthias (1838–1903), Schriftsteller, Tenor, Theaterregisseur, Theaterdirektor, siehe Carl Matthias
- Karl Matthias (Goldschmied) (1802–1863), deutscher Juwelier
- Karl-Heinz Matthias (* 1945), deutscher Präsident des Zollkriminalamtes
- Leo Matthias (1893–1970), deutscher Journalist, Reiseschriftsteller und Soziologe
- Lisa Matthias (1894–1982), deutsche Journalistin und Verlegerin
- Lucie Matthias (vor 1885–nach März 1931), deutsche Theaterschauspielerin
- Ludwig Matthias (1872–1924), deutscher Verwaltungsjurist und Ministerialbeamter in Hessen
- Michael Matthias (1612–1684), deutscher Postdirektor
- Oliver Matthias (* 1960), deutscher Richter am Bundesgerichtshof
- Shawn Matthias (* 1988), kanadischer Eishockeyspieler
- Silke Matthias (* 1960), deutsche Schauspielerin
- Thomas Matthias (1520–1576), Berliner Bürgermeister
- Uschi Matthias (* 1934), deutsche Tischtennisspielerin, siehe Ursel Fiedler
- Waldemar Matthias (1919–1993), deutscher Historiker
- Wilhelm Matthias (1899–1942), deutscher Volkswirt und Hochschulleiter
- Willi Matthias (* 1936), deutscher Hürdenläufer
- Paul Matte (1854–1922), deutscher Fischzüchter und Zierfischhändler